# 金管楽器調律
管楽器調律（かんがっきちょうりつ）は、和田守弘が考案した概念で、「楽器本体の金属が持つ固有ピッチを丹念に揃えて行くことにより、音響的効率が最大となる」と主張されている調整法である。火を用いるが熱処理の温度領域とは明確に異なる。管楽器の抜差管（チューニングスライド）を使ったチューニングとは異なる。